# Edificio del Ministerio de Desarrollo Social
El Edificio del Ministerio de Desarrollo Social es un edificio estatal de estilo modernista ubicado sobre en la Avenida 18 de julio y Javier Barrios Amorin, en el barrio del Cordón deMontevideo. Construido como una sede bancaria, actualmente alberga la sede de la secretaría de Estado de Desarrollo Social.

## Historia
El edificio, ubicado frente al Monumento al Gaucho, fue construido entre 1956 y 1961 por el arquitecto Juan Antonio Rius y su colaborador Luis Vaia, para albergar la sede central del Banco de Crédito. En 2002 debido a la crisis bancaria que afectó al país, la institución cerró y el inmueble fue adquirido por el Ministerio de Economía y Finanzas.
En 2006 el edificio fue destinado como sede del Ministerio de Desarrollo Social, una secretaría de Estado creada en el año anterior. En 2012, la Comisión del Patrimonio Cultural de la Nación declaró al inmueble Monumento Histórico Nacional.